# Guindrecourt-sur-Blaise
Guindrecourt-sur-Blaise è un comune francese di 44 abitanti situato nel dipartimento dell'Alta Marna nella regione del Grand Est.

## Società

### Evoluzione demografica
Abitanti censiti